# Franz Knies
Franz Knies (* 20. Jahrhundert) war ein deutscher Opern- und Evangeliumssänger in der Stimmlage Tenor.

## Leben
Franz Knies wuchs mit einer Schwester in einer stark christlich-freikirchlich geprägten Familie in Wilhelmshaven auf. In seiner Schulzeit fiel seine gesangliche Begabung auf, da der junge Franz Fragen und Antworten sowie Hausaufgaben mit Vorliebe singend vortrug, sodass sein Lehrer ihn „Nachtigall der Sexta“ nannte. Trotz der Vorbehalte seiner gläubigen Eltern gegenüber einer Bühnenkarriere begann er nach neun Monaten am Hamburger Konservatorium sein Gesangsstudium in München.
Im Zweiten Weltkrieg fiel Franz Knies 1944 nach einer Schussverletzung am linken Arm in die Gewalt russischer Truppen. Im nachfolgenden Verhör glaubte man ihm seine Angaben zum Beruf zunächst nicht, da allgemein die Annahme bestand, Propagandaminister Goebbels’ Versprechen, deutsche Künstler würden nicht in die Wehrmacht eingezogen, werde so auch praktiziert. Aus diesem Grund wurde Franz Knies aufgefordert, seine Behauptungen zu beweisen. Im Folgenden galt er unter den Gefangenen als „Artist“ und erfuhr eine sehr großzügige Behandlung. Nachdem die Russen erfuhren, dass dem Sänger der angeschossene Arm amputiert werden müsse, wurde er von Minsk nach Smolensk und von dort nach Faljonki verlegt, wo seine Wunde vergleichsweise intensiv und schließlich erfolgreich behandelt wurde. Im August 1945 kehrte Knies mit dem ersten Heimtransport des Lagers aus Sibirien nach Deutschland zurück. Hier begann er wieder eine Konzerttätigkeit durch unterschiedliche Besatzungszonen Nachkriegsdeutschlands – teilweise entlohnt mit Lebensmitteln.
Eine entscheidende Wendung nahm seine sängerische Laufbahn, nachdem er sich nach einem Evangelisationsabend des kanadischen Predigers Peter Wittenberg zur persönlichen Bekehrung entschied, da er fortan seine musikalischen Fähigkeiten ausschließlich für geistliche Musik gebrauchen wollte. So trat er im Folgenden als Evangeliumssänger in Gottesdiensten, geistlichen Liederabenden und Evangelisationen auf. Dabei arbeitete er mit Rednern und Musikern wie Wim Malgo, Peter van Woerden, Kurt E. Koch und Anton Schulte zusammen. Die Zusammenarbeit mit Letzterem ergab schließlich eine Hörfunkpräsenz seiner Tonaufnahmen über ein christliches Programm, das vom Sender Monte Carlo in Monaco ausgestrahlt wurde und aus dem sich schließlich der Evangeliums-Rundfunk entwickelte. Außerdem veröffentlichte er bei christlichen Verlegern wie Hermann Schulte oder dem Mitternachtsruf Schallplatten mit Evangeliumsliedern.

## Diskografie

### Singles und EPs
Im Musiklabel Frohe Botschaft im Lied, heute: Gerth Medien, erschienen folgende Single-Platten von Franz Knies:
- Hier hast du meine beiden Hände (mit: Jugend-für-Christus-Chor) / Es kennt der Herr die Seinen (mit: Jugend-für-Christus-Chor)
- Lehre mich glauben, Herr / Sprich über alles mit ihm (Der du von Sünden beschweret bist)
- Jesus, Heiland meiner Seele / O mein Herze brennt in Liebe
- Fragst du gar nichts darnach / Herr Jesu, sieh, ich komm zu dir
- Ich will streben nach dem Leben / Glauben heißt Vertrauen
- Nun aufwärts froh den Blick gewandt / O Vater, reich gesegnet
- Wenn des Herrn Posaune einst erschallt / Ihr Menschenkinder, auf, erwacht
- O wende dich zu Jesu hin / Du bist des Herzens wahre Freude
- Heimatland, Heimatland
- Ich bin durch die Welt gegangen / Warst du da, als sie kreuzigten den Herrn?
- Gehe nicht vorbei, o Heiland / Suchst du den Frieden
- Wunder der Gnade Jesu (mit: Jugend für Christus Chor) / Es gibt eine Gnade
- Mach aus Sorgen ein Gebet / Bist du müde, matt und traurig
- Wie ein Strom von oben / Sieh, das ist Gottes Lamm (mit: Gemeindechor Mettmann)
- Das ist Gewissheit, Jesus ist mein (mit: Gemeindechor Mettmann) / Wie oft schon klopfte Jesus an
- Dir fehlt wohl noch der Friede (mit: Gemeindechor Mettmann) / Wenn Jesus kommt
- Ich blicke voll Beugung und Staunen (mit: Gemeindechor Mettmann) / Muss ich gehn mit leeren Händen
- Wer Jesum am Kreuze im Glauben erblickt / Ja, vollbracht, vollbracht hat er (Sünder, nichts, sei's groß, sei's klein)
- Warum blickst du so trübe / Geh, trockne die Tränen
- Sieh, dein König kommt zu dir / Tröstet (Rezitativ aus dem Oratorium Der Messias) / Er weidet seine Herde (Arie aus dem Oratorium „Der Messias“)
- Als ich ein kleines Kind noch war / Ich komme, wie ich bin; Glaube, glaube und vertraue; Halt mich treu; Es war Jesus, mein Heiland; Was die Welt heute braucht, ist Jesus
- Es ist einer gekommen / Mein Herr kennt den Weg; Komm in mein Herz; Herr, lege Seelen mir aufs Herz; Halleluja, ich bin erlöst; Sieh, ich komme, Herr, zum Kreuz
- Glocken der Gnade (Wenn des Heilandes Klopfen) / Sag, armer Mensch / Einst war ich von Jesus geschieden / Wo sind die Neun (Traurig von ferne zehn Aussätzge stehn)
- Wenn ich an dein Blut gedenke (Franz Knies) / Selig, wer an Jesum denkt (Franz Knies) / Gib dich zufrieden und sei stille (Renate Lüsse) / Ich liebe Jesum alle Stund (Renate Lüsse)
- Bald kommt der Herr, Halleluja / Jesus ist König (Du kannst immer siegreich sein)
- O komm doch mit mir nach Golgatha / Ich schau dich an
- Bete weiter / Einen Namen nenn ich euch
- Ich möchte Lieder singen / Kommt her, ich will erzählen / Selige Gewissheit (Gar lange Zeit lag ich in Sünde)

Im Musiklabel Evangelistische Schallplatten des Verlags Anton Schulte erschienen:
- Warst du da?
- Suchst du den Frieden
- Ich bin durch die Welt gegangen
- Gehe nicht vorbei, o Heiland

Im Musiklabel Gesungenes Evangelium erschienen:
- Advent und Weihnachten. 5 Adventslieder und 5 Weihnachtslieder
- Was die Welt braucht. Eine Auswahl wegweisender Gesänge.
- Es ist gewisslich an der Zeit. Choral und Arien endzeitlichen Charakters / Ich bin der Weg. Solokantate
- Von Tod und Auferstehung Jesu. Eine Auswahl alter Choräle, Lieder und Arien aus Passionen und Oratorien.

### Kompilationsalben
- Glauben heißt Vertrauen. Goldene Reihe. Frohe Botschaft im Lied
- Ich will von meinem Jesu singen. Missionswerk Mitternachtsruf

### Sampler
Beliebte Titel diverser Interpreten des Evangeliumsliedes der 1950er und 60er Jahren, unter anderem von Franz Knies, wurden, digital überarbeitet in folgenden CD-Reihen veröffentlicht:
- Ja, damals. Gerth Medien, 12 Folgen 1994–1999
- Unvergessen – Lieder, die bleiben. Gerth Medien, bisher 11 Folgen seit 2005[7]

## Veröffentlichungen
- Franz Knies: Beruf wurde zur Berufung. Evangelisationsverlag, Berghausen 1961, DNB 452468388.

## Gesungenes Evangelium
Im Musiklabel Gesungenes Evangelium veröffentlichte Franz Knies zahlreiche Singles und LPs.
| Nummer | Nummer  | Titel                                                   | Titel                                                           | Interpreten                           | Jahr | Anmerkungen                                       |
| Präfix | Artikel | Seite A                                                 | Seite B                                                         | Interpreten                           | Jahr | Anmerkungen                                       |
| ------ | ------- | ------------------------------------------------------- | --------------------------------------------------------------- | ------------------------------------- | ---- | ------------------------------------------------- |
|        | 001     | - Als ich ein kleines Kind noch war                     | - Sieh, das ist Gottes Lamm                                     | Franz Knies Orchester                 | 19?? |                                                   |
|        |         |                                                         |                                                                 |                                       |      |                                                   |
| KN     | 1004    | - Jesus, mein Heiland, lebt (Am Kreuz litt er für mich) | - Maranatha                                                     | Franz Knies Peter van Woerden         | 19?? | Katalognummer enthält unregelrechtes Präfix: „KN“ |
| KN     | 1005    | - Das alt raue Kreuz (Dort auf Golgatha stand)          | - Musst eine Last du tragen                                     | Franz Knies Peter van Woerden (Orgel) | 19?? | Katalognummer enthält unregelrechtes Präfix: „KN“ |
| KN     | 1006    | - Mahnung (Was willst du tun mit Jesus)                 | - Wir sind ein Volk, vom Strom der Zeit (Heimat für Heimatlose) | Franz Knies Peter van Woerden         | 19?? | Katalognummer enthält unregelrechtes Präfix: „KN“ |

| Nummer | Nummer  | Titel                                                                                    | Titel                                                        | Interpreten                   | Jahr | Anmerkungen                                                                                        |
| Präfix | Artikel | Seite A                                                                                  | Seite B                                                      | Interpreten                   | Jahr | Anmerkungen                                                                                        |
| ------ | ------- | ---------------------------------------------------------------------------------------- | ------------------------------------------------------------ | ----------------------------- | ---- | -------------------------------------------------------------------------------------------------- |
| KS     | 5001    | - Ich vertilge deine Missetaten (Jes 44,22 ) - Es sollen wohl Berge weichen (Jes 54,10 ) | - Freuet euch in dem Herrn (Phil 4,4 )                       | Franz Knies Peter van Woerden | 19?? | Katalognummer enthält unregelrechtes Präfix: „KS“                                                  |
| KS     | 5002    | - Die Güte des Herrn ist’s (Klgl 3,22 und 26)                                            | - Habe deine Lust am Herrn (Ps 37,4 f.)                      | Franz Knies Peter van Woerden | 19?? | Katalognummer enthält unregelrechtes Präfix: „KS“                                                  |
|        |         |                                                                                          |                                                              |                               |      | |
| KS     | 5004    | - Leise und inniglich mahnet der Heiland                                                 | - Die Heimat fällt mir immer ein                             | Franz Knies Orchester*        | 19?? | * Bezeichnung bei Original: „Kleines Orchester“; Katalognummer enthält unregelrechtes Präfix: „KS“ |
|        |         |                                                                                          |                                                              |                               |      | |
| KN     | 5008    | - Weichet Sünde, Tod und Fluch - Zu des Heilands Füßen                                   | - Nimm mich gefangen, Herr - Nehmt die Harfen von den Weiden | Franz Knies                   | 19?? | Katalognummer enthält unregelrechtes Präfix: „KN“                                                  |
|        |         |                                                                                          |                                                              |                               |      | |
| KN     | 5013    | - Wenn Jesus kommt                                                                       | - Wo sind die Neun                                           | Franz Knies Orchester         | 19?? | Katalognummer enthält unregelrechtes Präfix: „KN“                                                  |
| KN     | 5014    | - Bist du einsam                                                                         | - Heute will dich Jesus fragen                               | Franz Knies Orchester         | 19?? | Katalognummer enthält unregelrechtes Präfix: „KN“                                                  |
| KN     | 5015    | - Sieh das ist Gottes Lamm                                                               | - Darum gehör ich Jesus                                      | Franz Knies Orchester         | 19?? | Katalognummer enthält unregelrechtes Präfix: „KN“                                                  |
| KN     | 5016    | - Was die Welt heute braucht                                                             | - Mein Herr kennt den Weg, der vor mir liegt                 | Franz Knies Orchester         | 19?? | Katalognummer enthält unregelrechtes Präfix: „KN“                                                  |

| Nummer | Nummer  | Titel                                                                              | Titel                                 | Interpreten                                   | Jahr | Anmerkungen                                                                                      |
| Präfix | Artikel | Seite A                                                                            | Seite B                               | Interpreten                                   | Jahr | Anmerkungen                                                                                      |
| ------ | ------- | ---------------------------------------------------------------------------------- | ------------------------------------- | --------------------------------------------- | ---- | ------------------------------------------------------------------------------------------------ |
| KN     | 6009    | - O komm doch mit mir nach Golgatha                                                | - Der Weg durch das Kreuz führt heim1 | Franz Knies 1 Magda Holzmann-Knies; Orchester | 19?? | Katalognummer enthält unregelrechtes Präfix: „KN“                                                |
|        |         |                                                                                    |                                       |                                               |      |                                                                                                  |
| KN     | 6015    | - Die Posaune erschallt (aus dem Oratorium Der Messias von Georg Friedrich Händel) | - Himmel und Erde vergehn             | Franz Knies Orchester                         | 19?? | Katalognummer enthält unregelrechtes Präfix: „KN“; Katalognummer revidiert, Druckfehler: KN 5015 |

| Nummer | Nummer  | Titel | Titel                                                                                                  | Interpreten           | Jahr | Anmerkungen                                       |
| Präfix | Artikel | Seite A | Seite B                                                                                                | Interpreten           | Jahr | Anmerkungen                                       |
| ------ | ------- | --- | --- | --------------------- | ---- | ------------------------------------------------- |
| KN     | 6000    | Von Tod und Auferstehung Jesu Eine Auswahl alter Choräle, Lieder und Arien aus Passionen und Oratorien | Von Tod und Auferstehung Jesu Eine Auswahl alter Choräle, Lieder und Arien aus Passionen und Oratorien | Franz Knies Orchester | 19?? | Katalognummer enthält unregelrechtes Präfix: „KN“ |
| KN     | 6000    | Seele, mach dich eilig auf • So gehst du nun mein Jesu hin • Ich folge dir gleichfalls • O Gotteslamm! • Er ward verschmähet und verachtet • Sehet, sehet! • Herzliebster Jesu • Als er auf sich genommen • Seele, geh' auf Golgatha • Schau hin, und sieh! • Ich fall zu Jesu Füßen • Es ist vollbracht! • Es steigen Seraphim • So gabst du nun mein Jesu • O Traurigkeit, o Herzeleid • Gott, du ließest ihn im Grabe nicht • Auf, auf mein Herz mit Freuden • Ich weiß, dass mein Erlöser lebet • Jesus lebt, mit ihm auch ich • Die Posaune erschallt! | | Franz Knies Orchester | 19?? | Katalognummer enthält unregelrechtes Präfix: „KN“ |
| KN     | 6001    | Advent und Weihnacht 5 Adventslieder und 5 Weihnachtslieder | Advent und Weihnacht 5 Adventslieder und 5 Weihnachtslieder                                            | Franz Knies Orchester | 19?? | Katalognummer enthält unregelrechtes Präfix: „KN“ |
| KN     | 6001    | Liebster Herr Jesu, wo bleibst du so lange? • Wie soll ich dich empfangen • Macht hoch die Tür • O du mein Trost und süßes Hoffen • Sieh, dein König kommt zu dir • Kommet, ihr Hirten • Herbei, o ihr Gläubigen • Freuet euch, ihr Christen alle • Ich steh an deiner Krippen hier • All ihr Engelein | | Franz Knies Orchester | 19?? | Katalognummer enthält unregelrechtes Präfix: „KN“ |
| KN     | 6002    | Es ist gewisslich an der Zeit Choral und Arien endzeitlichen Charakters | Ich bin der Weg Solokantate von G. Fuchs nach Bibeltexten                                              | Franz Knies Orchester | 19?? | Katalognummer enthält unregelrechtes Präfix: „KN“ |
| KN     | 6002    | Bald kommt der Herr, Halleluja! • Es ist gewisslich an der Zeit • So spricht der Herr, Gott Zebaoth • Wer wird ertragen den Tag seiner Ankunft • O weh dem Menschen • Warum erhebt sich die Menschheit • Der da thronet im Himmel • Derhalben mein Fürsprecher sei • Ist Gott für uns, wer kann uns schaden? • Höret die Worte • Wer zu mir kommt • Kommet her zu mir alle • So ihr mich von ganzem Herzen suchet • Suchet den Herrn • Darum hoffe auf dich • So spricht der Herr • Himmel und Erde werden vergehen                                         | | Franz Knies Orchester | 19?? | Katalognummer enthält unregelrechtes Präfix: „KN“ |
| KN     | 6003    | Was die Welt braucht Eine Auswahl wegweisender Gesänge | Was die Welt braucht Eine Auswahl wegweisender Gesänge                                                 | Franz Knies Orchester | 19?? | Katalognummer enthält unregelrechtes Präfix: „KN“ |
| KN     | 6003    | Was die Welt heute braucht ist Jesus • Eins ist not • Sei stille dem Herrn • Die Güte des Herrn • Mein Herr kennt den Weg • Sei getreu bis in den Tod • Jesus, mein Herr wird immer mich lieben • Dann werden die Gerechten leuchten • So ihr mich von ganzem Herzen suchet • Wo sind die neun? • Erforsche mich Gott • Fürchtet euch nicht • Selig sind, die Verfolgung leiden | | Franz Knies Orchester | 19?? | Katalognummer enthält unregelrechtes Präfix: „KN“ |